# Los Ángeles, Argentina
Los Ángeles är en ort i Argentina.   Den ligger i provinsen Catamarca, i den norra delen av landet, 1 000 km nordväst om huvudstaden Buenos Aires. Los Ángeles ligger 2 647 meter över havet och antalet invånare är 373.
Terrängen runt Los Ángeles är huvudsakligen bergig, men åt nordost är den kuperad. Runt Los Ángeles är det mycket glesbefolkat, med 3 invånare per kvadratkilometer.. Närmaste större samhälle är San Fernando del Valle de Catamarca, 19,4 km öster om Los Ángeles. 
Trakten runt Los Ángeles består i huvudsak av gräsmarker.